# Matija Nastasić
Matija Nastasić - em sérvio, Матија Настасић (Valjevo, 28 de março de 1993) - é um futebolista sérvio que atua como zagueiro. Atualmente está no Leganés.

## Carreira

### Inicio
Nascido na cidade de Valjevo, no país que antes era Iugoslávia e hoje é Sérvia, começou nas categorias de base da equipe do Partizan no ano de 2008 e em 2010 subiu para o profissional da equipe.

### Partizan
Em 2010, o jogador subiu para o profissional no clube da Sérvia, o Partizan, ele não marcou nenhum gol pelo clube. 

### Fiorentina
Em 2011, o jogador se transferiu para o clube italiano da Fiorentina, na sua carreira no clube só marcou dois gols e ficou até 2012.

### Manchester City
Em 2012, se transferiu para o clube inglês doManchester City e marcou apenas um gol. Ficou até 2015.

### Schalke 04
No dia 12 de janeiro de 2015, se transferiu para a equipe do Schalke 04, equipe que pertence a Alemanha.

## Seleção da Sérvia
No dia 29 de fevereiro de 2012, teve seu primeiro jogo com a camisa da seleção da Sérvia contra a seleção do Chipre, o jogo terminou no empate sem gols.

## Títulos
Manchester City
- Premier League 2013-14
- Football League Cup 2013-14

## Títulos individuais
- Manchester City jogador jovem do ano: 2012-13